# Grote Orde van Mugunghwa

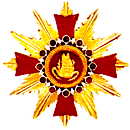
Grote Orde van Mugunghwa

De Grote Orde van de Mugunghwa (Koreaans: 무궁화대훈장) is sinds 1967 de hoogste en daarom de voor de Koreaanse president en bevriende staatshoofden gereserveerde ridderorde van de Republiek Korea, meestal Zuid-Korea genoemd. Ook de echtgenoten van staatshoofden ontvangen de keten, de ster en het grootlint van de orde.
De Mugunghwa of hibiscus is de nationale bloem van Korea. Tweeduizend jaar geleden werd het land in het Chinees "het land van de heren waar de Mugunghwa (bloem van de onsterfelijkheid) bloeit" genoemd. Op de website van de Koreaanse regering is sprake van de "Rose of Sharon" en wordt uitgelegd dat de naam verwant is aan het Koreaanse begrip "Mugung" dat "onsterfelijk" betekent.
De orde heeft een enkele graad. De ridders dragen een ster op de linkerborst en het kleinood aan een donkerrood lint over de rechterschouder.
Het kleinood is een ster met 12 punten. Acht punten zijn van goud en vier punten zijn rood.
De orde mag niet worden verward met de eerste graad van de Orde van Burgerlijke Verdienste. Deze graad wordt ook "Mugunghwa Medaille" genoemd .